# Turnbull Peak
Turnbull Peak är en bergstopp i Antarktis. Den ligger i Östantarktis. Nya Zeeland gör anspråk på området. Toppen på Turnbull Peak är 1 600 meter över havet.
Terrängen runt Turnbull Peak är bergig norrut, men söderut är den kuperad. Trakten är obefolkad. Det finns inga samhällen i närheten. 